# Stephan Krismer

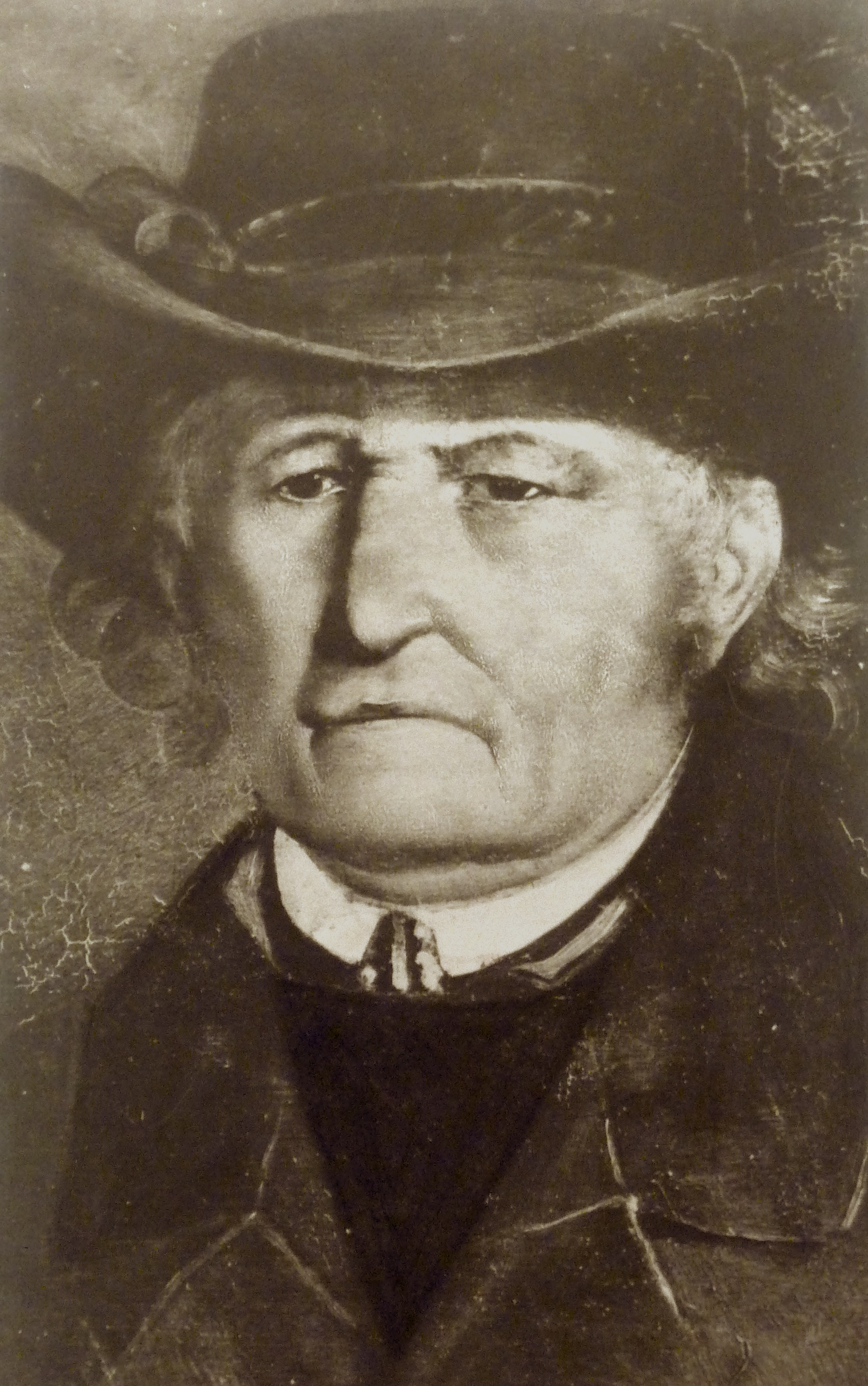
Stephan Krismer

Stephan Krismer, genannt Karrer Stöffele, (* 25. Dezember 1777 in Karres, Tirol; † 8. November 1869 in Kronburg bei Zams) war ein katholischer Priester und Gründer von drei Klöstern in Tirol. Er hat durch die Klostergründungen in Ried, Imst und Kronburg die Glaubenslandschaft des Tiroler Oberlandes nachhaltig geprägt. Während der Vierten Bergiselschlacht 1809 zählte er zu den engsten Beratern von Andreas Hofer.

## Leben
Stephan Krismer wurde 1777 in eine kinderreiche Familie in Karres geboren. Er wurde früh zum Vollwaisen. Trotz ärmlichster Verhältnisse besuchte er in Bruneck das Gymnasium der Kapuziner und trat anschließend in das Brixener Priesterseminar ein. Nach der Priesterweihe 1804 folgten mehrere Jahre als Priester in seiner Heimatgemeinde Karres und als Kooperator in Arzl im Pitztal. Als überzeugter Patriot und kritischer Geist widersetzte er sich mehrmals der bayrischen Obrigkeit. Er bekundete offen seine Ablehnung gegenüber sämtlichen Verordnungen, die ihn an der Ausübung seiner priesterlichen Pflichten hinderten und die religiöse Freiheit des gläubigen Volkes willkürlich beschnitten.
1809 amtierte Krismer in den Wirren des Freiheitskampfes als Feldgeistlicher für die Oberinntaler Schützen. Während der vierten Bergiselschlacht zählte er zu den engsten Beratern von Andreas Hofer. Als Feldkurat und Berater Andreas Hofers bemühte er sich um einen Waffenstillstand, den freien Abzug der Oberländer Schützen und einen barmherzigen Umgang mit gefangenen bayrischen Soldaten.
Nach dem Freiheitskampf wirkte Krismer an Seelsorgestellen in (Strengen, Prutz, Mils bei Imst, Fiss, Kronburg und  Brennbichl). Diesem Umstand verdankte er auch den Namen „Wanderkurat“. Krismer prägte durch die Klostergründungen in Ried, Imst und Kronburg die Glaubenslandschaft des Tiroler Oberlandes nachhaltig. Bis ins hohe Alter versuchte er zusammen mit den geistlichen Schwestern in den drei von ihm gegründeten Klöstern Ried, Imst und Kronburg die große Not der Landbevölkerung zu mildern und den christlichen Glauben zu verkünden.
Stephan Krismer starb 1869 mit 91 Jahren in Kronburg bei Zams und wurde dort auch beigesetzt. Sein Denkmal befindet sich auf dem dortigen Friedhof.

## Erhebung in den Adelsstand

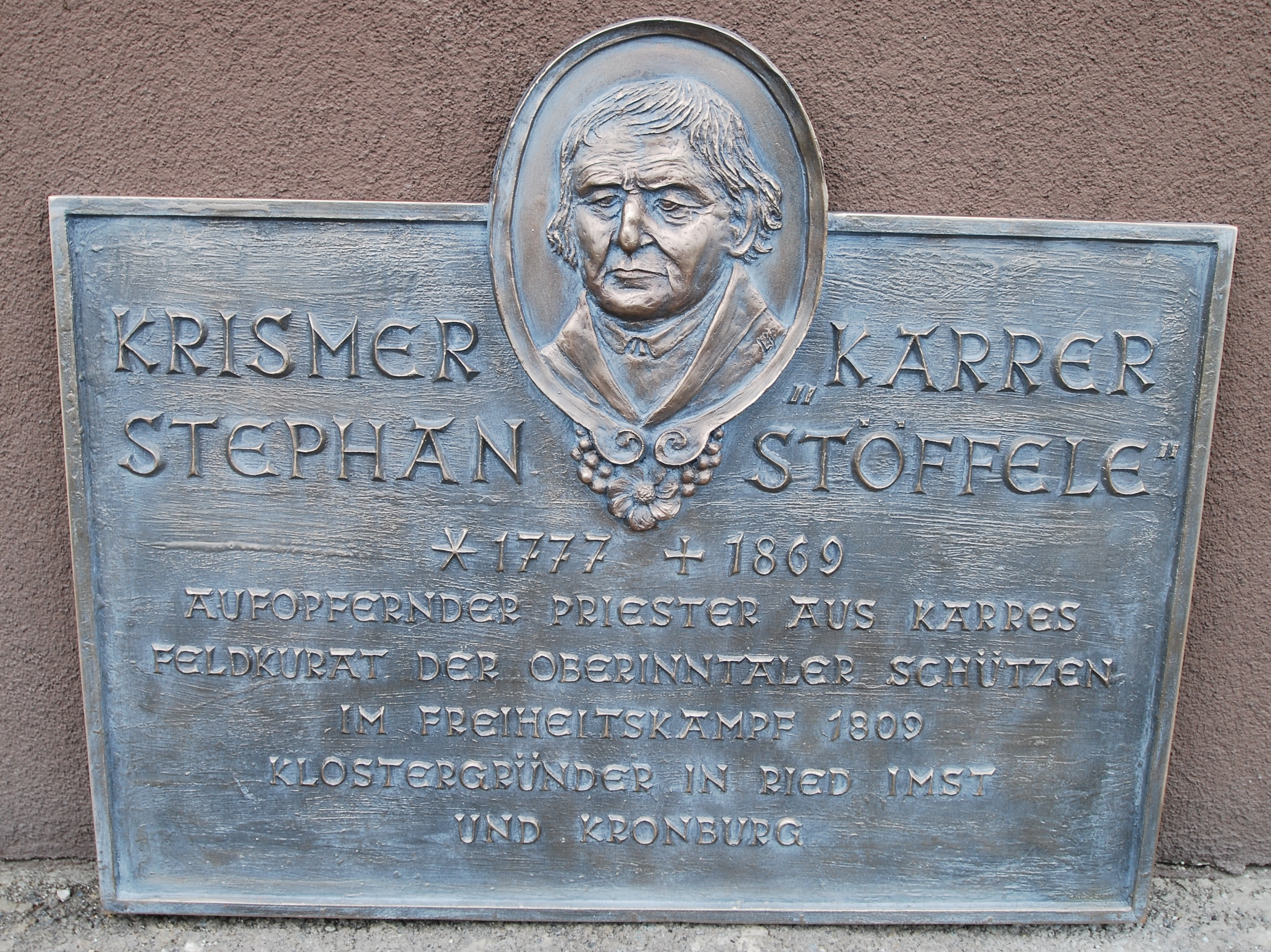
Gedenktafel an der Pfarrkirche Karres

Am 12. August 1810 wurde Krismer von Kaiser Franz I. für seine „unerschütterliche Treue und Tapferkeit“ während des Tiroler Freiheitskampfes in den erblichen Adelsstand erhoben. Er erhielt den Titel Edler von Krismer, der später als Freiherr von Krismer geführt wurde.
Gedenktafeln für Krismer befinden sich an den Fassaden der Pfarrkirchen in Karres, in See, in Strengen und in Ried im Oberinntal.